# Joselyn Brea
Joselyn Daniely Brea Abreu (* 12. August 1994 in Valencia) ist eine venezolanische Leichtathletin, die im Mittel- und Langstreckenlauf an den Start geht. Sie ist Inhaberin der Südamerikarekord über die Meile, 3000 und 5000 Meter. 2023 wurde sie Südamerikameisterin im 1500-Meter-Lauf.

## Sportliche Laufbahn
Erste internationale Erfahrungen sammelte Joselyn Brea im Jahr 2021, als sie bei den Südamerikameisterschaften in Guayaquil in 4:15,05 min auf Anhieb die Goldmedaille im 1500-Meter-Lauf gewann und über 5000 Meter in 15:48,24 min die Bronzemedaille hinter ihrer Landsfrau Edymar Brea und Florencia Borelli aus Argentinien gewann. Zuvor stellte sie bei den Venezolanischen Meisterschaften neue Landesrekorde über beide Distanzen auf und bereits 2020 stellte sie in Madrid mit 9:23,72 min einen Nationalrekord im 3000-Meter-Lauf auf. Im Jahr darauf siegte sie in 16:08,83 min über 5000 Meter bei den Ibero-Amerikanischen Meisterschaften in La Nucia und Anfang Juli siegte sie in 4:16,64 min über 1500 Meter bei den Juegos Bolivarianos in Valledupar. Daraufhin startete sie über 5000 Meter bei den Weltmeisterschaften in Eugene und verpasste dort mit 15:46,75 min den Finaleinzug. Anschließend gewann sie bei den Südamerikaspielen in Asunción in 15:42,70 min die Silbermedaille hinter der Argentinierin Fedra Luna und belegte mit 4:20,08 min den vierten Platz über 1500 Meter. 2023 siegte sie in 4:10,39 min über 1500 Meter bei den Zentralamerika- und Karibikspielen in San Salvador sowie in 15:10,60 min über 5000 Meter und in 1:15:04 h im Halbmarathon. Im August schied sie bei den Weltmeisterschaften in Budapest mit 15:11,16 min im Vorlauf über 5000 Meter aus. Im November siegte sie dann in 4:11,80 min und 16:04,12 min über 1500 und 5000 Meter bei den Panamerikanischen Spiele in Santiago de Chile. Im Jahr darauf verbesserte sie im Mai den Südamerikarekord über 5000 Meter auf 14:36,59 min und schied dann im August bei den Olympischen Sommerspielen in Paris mit 4:05,93 min in der Hoffnungsrunde über 1500 Meter aus und gelangte über 5000 Meter mit 15:17,04 min im Finale auf Rang 15. 
2025 belegte sie bei den Südamerikameisterschaften in Mar del Plata in 4:32,43 min den siebten Platz über 1500 Meter und gelangte über 5000 Meter mit 16:00,59 min auf Rang fünf. 
In den Jahren 2021 und 2024 wurde Brea venezolanische Meisterin im 1500- und 5000-Meter-Lauf.

## Persönliche Bestleistungen
- 1500 Meter: 4:05,78 min, 31. Mai 2024 in Atlanta (venezolanischer Rekord)
- Meile: 4:27,41 min, 21. Juli 2023 in Monaco (Südamerikarekord)
- 3000 Meter: 8:43,26 min, 16. Juli 2023 in Chorzów (Südamerikarekord)
  - 3000 Meter (Halle): 9:04,67 min, 8. Februar 2022 in Sabadell (Südamerikarekord)
- 5000 Meter: 14:36,59 min, 17. Mai 2024 in Los Angeles (Südamerikarekord)
- 10.000 Meter: 34:10,63 min, 9. April 2016 in Maia
- Halbmarathon: 1:13:25 h, 19. März 2023 in Caracas